# Filip Ungar
Filip Ungar (Kirin Serbia: филип Унгар, sinh 14 tháng 1 năm 1995) là một cầu thủ bóng đá Serbia đá cho FK Inđija.

## Sự nghiệp
Filip Ungar bắt đầu thi đấu ở Serbia câu lạc bộ hạng tư Vrbas, Polet Sivac và ŽSK Žabalj.
Anh ra mắt chuyên nghiệp cho FC ViOn Zlaté Moravce trước FK AS Trenčín ngày 13 tháng 3 năm 2015. Sau đó anh thi đấu 2 mùa giải cùng với FK Dukla Banská Bystrica trước khi trở về Serbia.
Vào mùa hè 2017 anh ký hợp đồng với FK Inđija.